# Alfred Lindström
Alfred Lindström (i riksdagen kallad Lindström i Långnäs), född 25 december 1879 i Nederluleå socken, död där 29 oktober 1944, var en svensk lantbrukare och politiker. 
Alfred Lindström var riksdagsledamot i andra kammaren för Norrbottens läns södra valkrets 1921. Han tillhörde jordbrukarnas fria grupp. I riksdagen skrev han en egen motion om handläggningen av föreslagen tullhöjning på vissa industriprodukter.
Farfar till skådespelaren Marika Lindström.